# Jashore University of Science & Technology
Die Jashore University of Science And Technology (auch Jessore University of Science & Technology oder JUST genannt; bengalisch যশোর  বিজ্ঞান ও প্রযুক্তি বিশ্ববিদ্যালয় IAST Yaśōra bijñāna ō prayukti biśbabidyālaẏa) ist eine staatliche Universität in Jashore in Bangladesch.
Die JUST befindet sich in Sadhinata Sarak im Jashore Sadar Upazila in der Khulna Division.
Sie ist die vierte öffentliche Universität in der Division Khulna und die erste öffentliche Universität in Jashore, wurde 2007 gegründet und bot ab dem Studienjahr 2009/10 vierjährige Bachelorstudiengänge an. Zuvor hieß sie „Jessore Science and Technology University“ (2007–2018).

## Geschichte
Die Jasone University of Science and Technology (JUST) wurde 2008 im Studienjahr 2008–2009 eröffnet. Der erste Studiengang startete am 10. Juni 2009.
Die ersten vier Fachbereiche waren Informatik und Ingenieurwesen (CSE), Umweltwissenschaften und -technologie (EST), Mikrobiologie (MB) sowie Fischerei und Meeresbiowissenschaften (FMB).
2009 kamen an der JUST die Fachbereiche Ernährungs- und Lebensmitteltechnologie (NFT), Wirtschaftsingenieurwesen und Produktionstechnik (IPE), Chemieingenieurwesen (ChE), Erdöl- und Bergbauingenieurwesen (PME) sowie Gentechnik und Biotechnologie (GEBT) hinzu. 2010 wurde der Fachbereich Pharmazie gegründet. 2012 kamen Elektrotechnik und Elektronik (EEE) sowie Sport und Sportwissenschaften (PESS) hinzu.
2013 kamen vier neue Fachbereiche hinzu: Physik, Chemie, Mathematik und Statistik sowie Englisch. Im Studienjahr 2015/16 wurden die Fachbereiche Rechnungswesen und Informationssysteme sowie Agrarproduktverarbeitungstechnologie eingeführt. Im Studienjahr 2016/17 startete der Studiengang Biomedizintechnik (BME).
Die Fachbereiche Finanzen & Bankwesen, Management und Textiltechnik wurden im Studienjahr 2017/18 und die Fachbereiche Marketing, Physiotherapie & Rehabilitation im Studienjahr 2018/19 eingerichtet.
Das Jhenaidah Government Veterinary College wurde auf der 88. Sitzung des JUST Board of Regents am 7. März 2023 als Fakultät für Veterinärmedizin in die JUST aufgenommen.

## Fakultäten und Institute
Die 38 Fachbereiche der Universität sind in acht Fakultäten organisiert.
| Fakultät                                                    | Fachbereich                            |
| ----------------------------------------------------------- | -------------------------------------- |
| Fakultät für Ingenieurwissenschaften und Technologie        | Informatik und Ingenieurwesen          |
| Fakultät für Ingenieurwissenschaften und Technologie        | Elektrotechnik und Elektronik          |
| Fakultät für Ingenieurwissenschaften und Technologie        | Chemieingenieurwesen                   |
| Fakultät für Ingenieurwissenschaften und Technologie        | Biomedizintechnik                      |
| Fakultät für Ingenieurwissenschaften und Technologie        | Textil Ingenieurwissenschaften         |
| Fakultät für Ingenieurwissenschaften und Technologie        | Erdöl- und Bergbautechnik              |
| Fakultät für Ingenieurwissenschaften und Technologie        | Wirtschafts- und Produktionstechnik    |
| Fakultät für Angewandte Naturwissenschaften und Technologie | Umweltwissenschaften und -technologie  |
| Fakultät für Angewandte Naturwissenschaften und Technologie | Ernährung und Lebensmitteltechnologie  |
| Fakultät für Angewandte Naturwissenschaften und Technologie | Agrarproduktverarbeitungstechnologie   |
| Fakultät für Angewandte Naturwissenschaften und Technologie | Klima- und Katastrophenmanagement      |
| Fakultät für Biowissenschaften und Technologie              | Mikrobiologie                          |
| Fakultät für Biowissenschaften und Technologie              | Fischerei und Marine Biowissenschaften |
| Fakultät für Biowissenschaften und Technologie              | Gentechnik und Biotechnologie          |
| Fakultät für Biowissenschaften und Technologie              | Pharmazie                              |
| Fakultät für Biowissenschaften und Technologie              | Biochemie und Molekularbiologie        |
| Fakultät für Geistes- und Sozialwissenschaften              | Englisch                               |
| Fakultät für Gesundheitswissenschaften                      | Physiotherapie und Rehabilitation      |
| Fakultät für Gesundheitswissenschaften                      | Pflege und Gesundheitswissenschaften   |
| Fakultät für Gesundheitswissenschaften                      | Sport und Sport Naturwissenschaften    |
| Fakultät für Naturwissenschaften                            | Physik                                 |
| Fakultät für Naturwissenschaften                            | Chemie                                 |
| Fakultät für Naturwissenschaften                            | Mathematik                             |
| Fakultät für Naturwissenschaften                            | Angewandte Statistik und Data Science  |
| Fakultät für Betriebswirtschaftslehre                       | Rechnungswesen und Informationssysteme |
| Fakultät für Betriebswirtschaftslehre                       | Finanzen und Bankwesen                 |
| Fakultät für Betriebswirtschaftslehre                       | Management                             |
| Fakultät für Betriebswirtschaftslehre                       | Marketing                              |
| Fakultät für Veterinärmedizin und Tierwissenschaften        | Agrarökonomie                          |
| Fakultät für Veterinärmedizin und Tierwissenschaften        | Anatomie und Histologie                |
| Fakultät für Veterinärmedizin und Tierwissenschaften        | Mikrobiologie und Hygiene              |
| Fakultät für Veterinärmedizin und Tierwissenschaften        | Milch- und Geflügelwissenschaft        |
| Fakultät für Veterinärmedizin und Tierwissenschaften        | Pathologie und Parasitologie           |
| Fakultät für Veterinärmedizin und Tierwissenschaften        | Pharmakologie                          |
| Fakultät für Veterinärmedizin und Tierwissenschaften        | Physiologie und Biochemie              |
| Fakultät für Veterinärmedizin und Tierwissenschaften        | Tierwissenschaften und Ernährung       |
| Fakultät für Veterinärmedizin und Tierwissenschaften        | Tierzucht und Genetik                  |
| Fakultät für Veterinärmedizin und Tierwissenschaften        | Veterinärmedizin und Tierhaltung       |

Insgesamt 42 zusätzliche Studienplätze sind für Studierende der Kategorien „Sohn/Tochter von Freiheitskämpfern“ (30 Plätze), „Indigene“ (6 Plätze) und „Menschen mit Behinderung“ (6 Plätze) reserviert. Für diese Plätze müssen Studierende der zuständigen Behörde einen entsprechenden Nachweis vorlegen. Sobald der Nachweis innerhalb der genannten Frist eingeht und geprüft wurde, werden die Studierenden für die reservierten Plätze berücksichtigt.

## Einrichtungen

### Wohnheime

#### Shahid Moshiur Rahman Hall

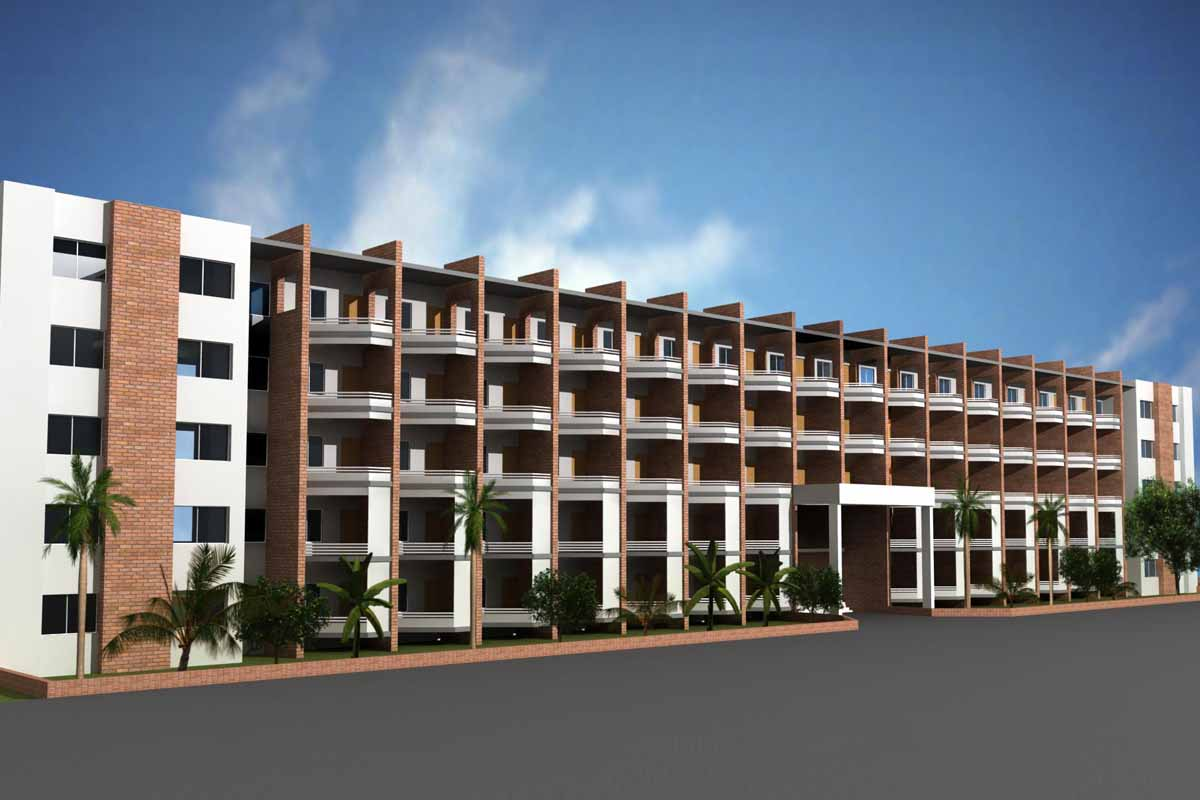
Shahid Moshiur Rahman Hall

Das fünfstöckige Gebäude bietet Platz für 500 Studierende. Wie an anderen öffentlichen Universitäten in Bangladesch stehen den Studierenden zahlreiche Einrichtungen zur Verfügung, darunter ein Fernsehraum, ein Lesesaal, eine Turnhalle und eine Mensa.

#### Munshi Meherullah Hall
Es handelt sich um ein neu errichtetes, zehnstöckiges, modernes Gebäude mit Platz für etwa tausend männliche Studierende. Aufzüge sorgen für den Komfort der Studierenden. Es verfügt über einen großen Lesesaal, ein Spielzimmer, einen Gebetsraum und zwei Speisesäle.

#### Tapashi Rabeya Hall

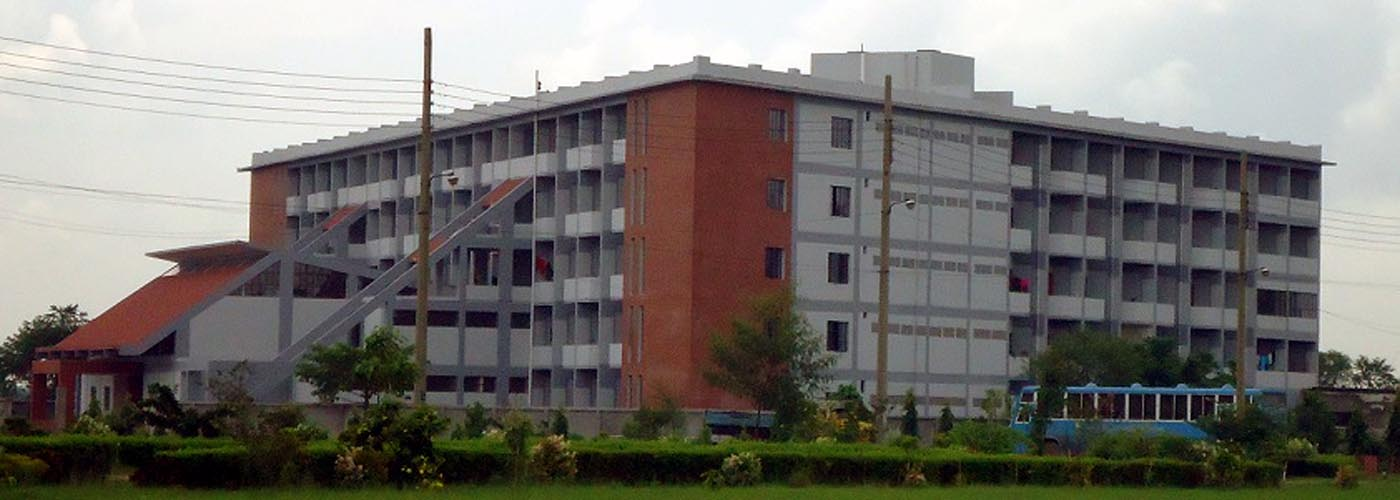
Tapashi Rabeya Hall

Auch dieses fünfstöckige Gebäude ist ausschließlich für Frauen und bietet Platz für 500 Studierende. Es bietet die gleichen Einrichtungen wie das Shaheed Moshiur Rahman Hall. Zusätzlich stehen den Bewohnern Kopier-, Druck- und Waschmöglichkeiten zur Verfügung. Die Studierenden und das Organisationskomitee veranstalten regelmäßig verschiedene Spielewettbewerbe.

#### Bir Protik Taramon Bibi Hall

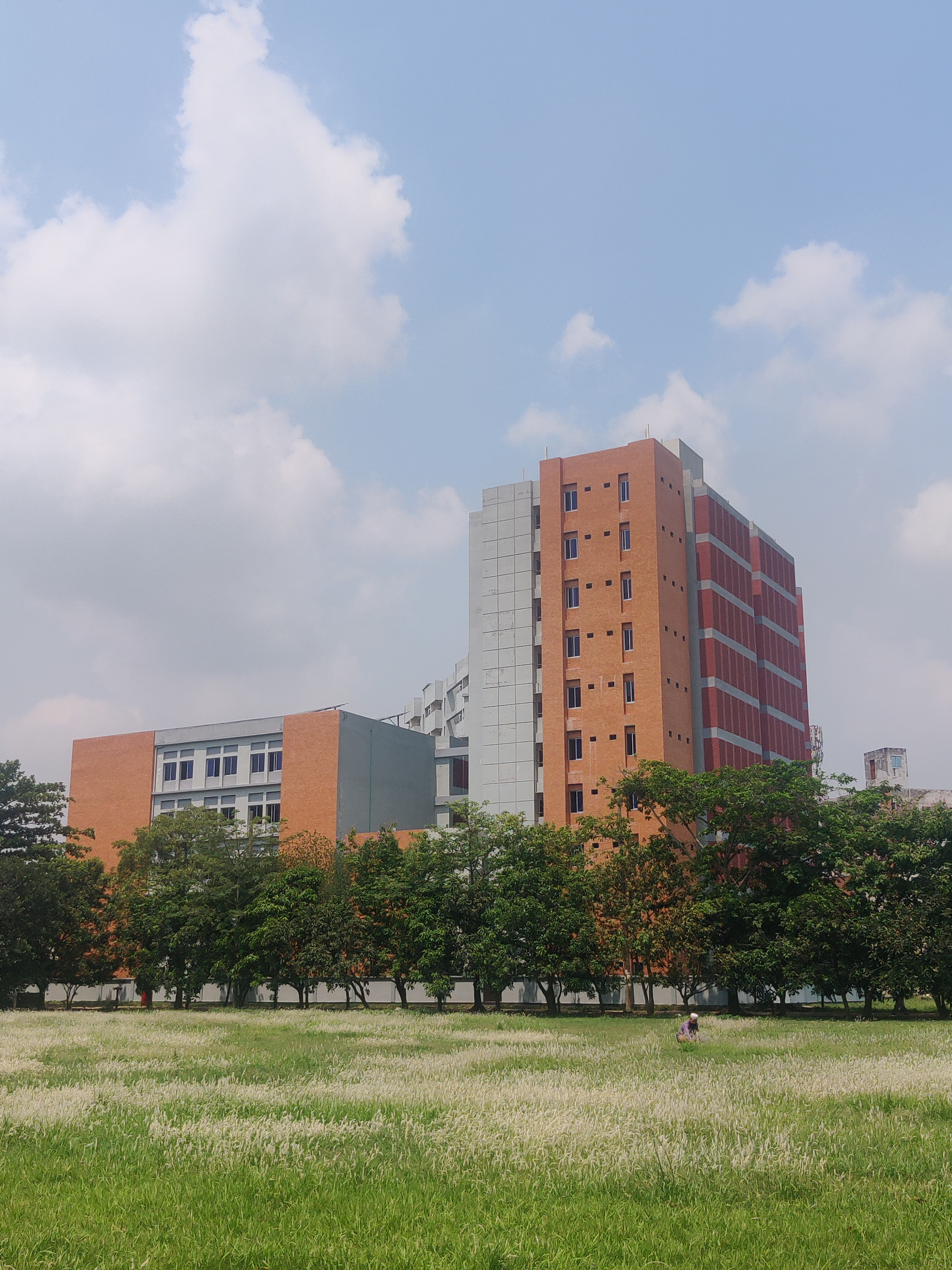
Bir Protik Taramon Bibi Hall

Es handelt sich um ein neu errichtetes, zehnstöckiges, modernes Gebäude mit Platz für rund 1.000 Studentinnen.

### Zentralbibliothek
Die Jashore University of Science and Technology verfügt über eine sechsstöckige Bibliothek. Aktuell stehen Studierenden und Lehrenden rund 30.000 Bücher und 100 Zeitschriften zur Verfügung. Der Bestand wird monatlich erweitert. Studierende und Lehrende können in der Bibliothek lernen und Bücher ausleihen. Die Bibliothek ist von Samstag bis Mittwoch von 9 bis 20 Uhr geöffnet. Ein E-Library-Service ist ebenfalls verfügbar.

### TSC (Lehrer-Schüler-Zentrum) and cafeteria

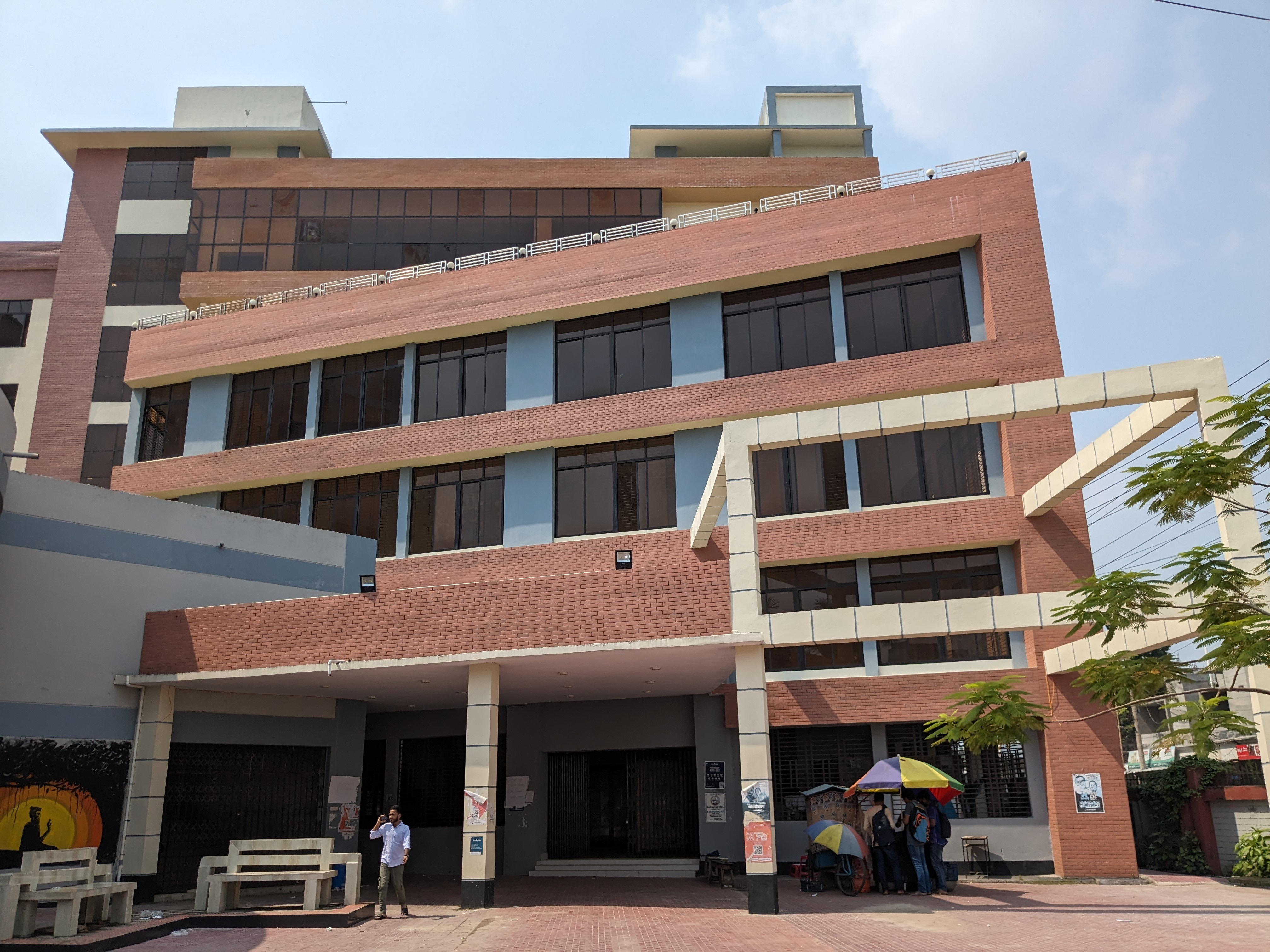
Lehrer-Schüler-Zentrum and Cafeteria

Das zweistöckige Gebäude befindet sich an der West-Ost-Ecke des Campus. Die Cafeteria befindet sich im Erdgeschoss, das TSC im ersten Stock. Die Lebensmittelversorgung erfolgt durch die Jagannath Foundation, eine gemeinnützige Organisation.

### BioSol Centre
Im Oktober 2019 wurde im Rahmen von JUST das Biological Solution Center, bekannt als BioSol Centre, gegründet. Es ist eine renommierte Forschungseinrichtung in Bangladesch. Ziel des BioSol Centre ist es, qualitativ hochwertige Forschung zu leisten und kollaborative Forschung in Bangladesch und weltweit, insbesondere im Bereich Bioinformatik, zu fördern. Das BioSol Centre arbeitet seit vielen Jahren mit zahlreichen Wissenschaftlern zusammen, darunter Foysal Ahammed von der König-Abdulaziz-Universität in Saudi-Arabien und Tomasz M. Karpiński von der Medizinischen Universität Posen in Polen.

### Hauptmoschee

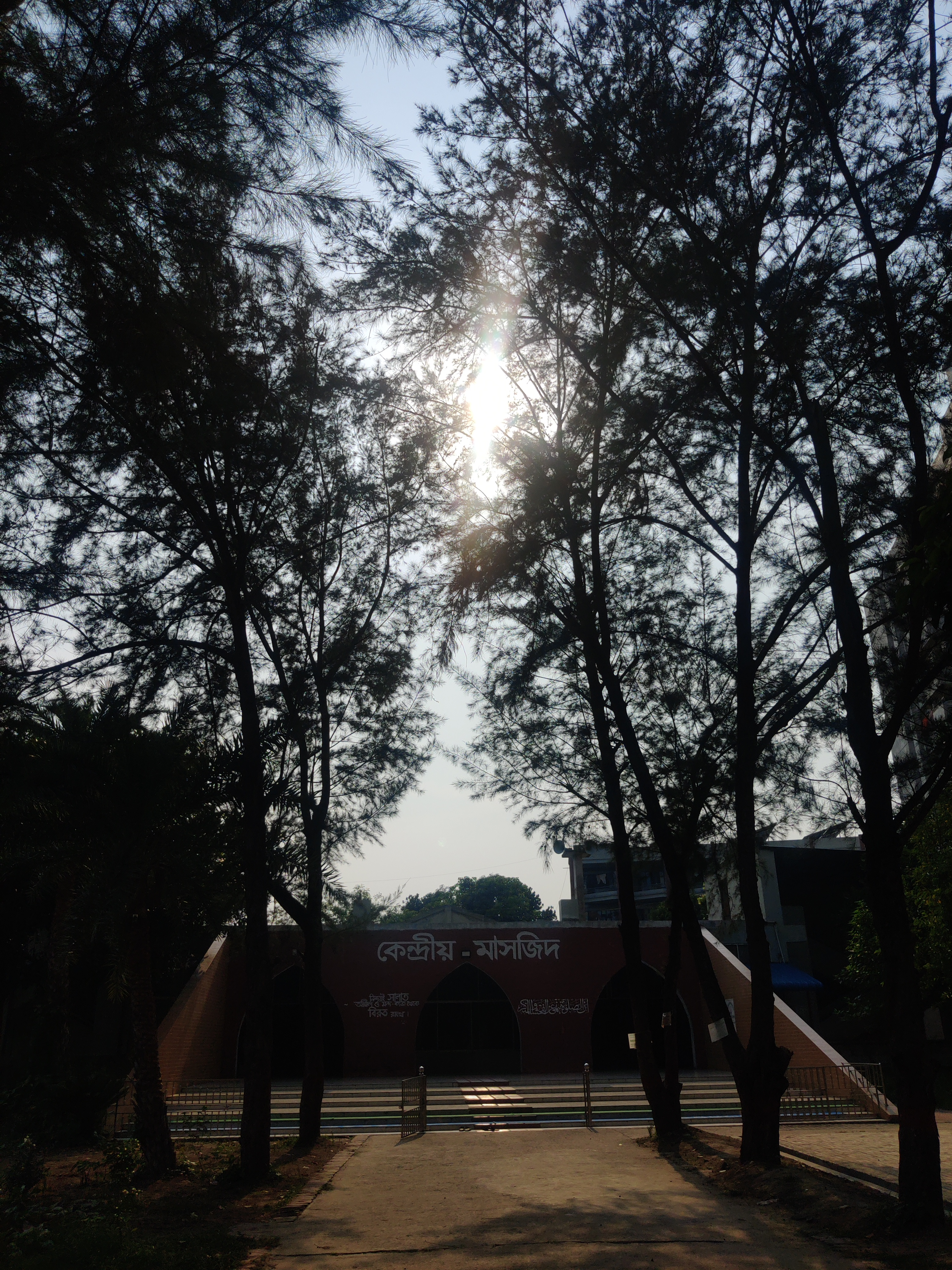
Hauptmoschee

Die Hauptmoschee ist ein Beispiel moderner Architektur. Sie befindet sich an der Westseite des Campus und dient als Gebetsstätte für die muslimischen Studenten und Mitarbeiter.

### Skulptur

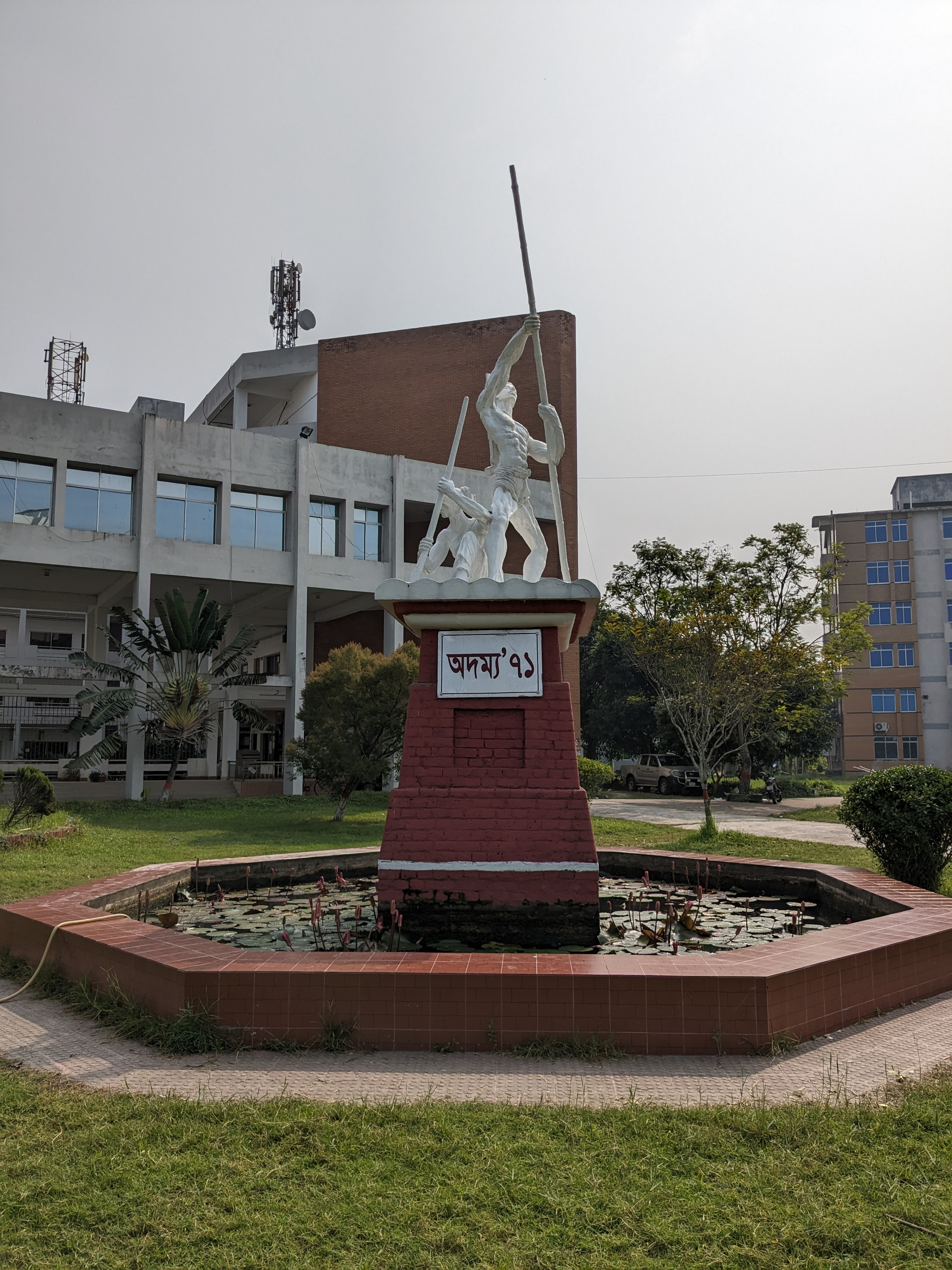
Unbezwingbar 71

Die Betonstatue „Adamya 71“ (oder „Unbezwingbare 71“) steht vor dem Verwaltungsgebäude. Der Künstler Mozai Zeevan Safori schuf sie 2013 zum Gedenken an den Bangladeschischen Befreiungskrieg. Sie zeigt zwei junge Freiheitskämpfer, einen Mann und eine Frau, auf ihrem Heimweg nach dem Krieg. Sie befinden sich auf einem Floß aus sieben Bananenstauden. Die Zahl Sieben bezieht sich auf die historische Rede von Scheich Mujibur Rahman  vom 7. März, einen entscheidenden Moment auf Bangladeschs Weg in die Unabhängigkeit.